# Gilbert Trolliet
 (avril 2024).
Gilbert Trolliet, né le 13 juin 1905 à Chiètres et mort à Chalon-sur-Saône le 24 février 1980, est un écrivain, poète et éditeur vaudois.

## Biographie
D'origine vaudoise, Gilbert Trolliet fait ses études à Genève, puis à Neuchâtel, où il obtient une licence ès lettres, et enfin à Paris, où il dirige la revue Raison d'être de 1929 à 1931.
De retour en Suisse, Gilbert Trolliet lance de nombreuses revues dont, dans les années 1930, la revue littéraire Présence, avec Jean Descoullayes, le futur conservateur du Musée cantonal des beaux-arts. Cette revue présente des auteurs romands comme Denis de Rougemont, Henri Roorda, Gustave Roud et, dans un autre genre, le critique Albert Béguin et le peintre Émile Chambon. Devant la crise qui secoue l'Europe, cette revue ne se veut pas seulement littéraire mais également politique. D'abord trimestrielle, Présence devient mensuelle, ce qui en provoque le déclin puis la fin. Son fondateur, qui participa aussi à la rédaction de Traits, essaiera sans succès de la relancer en 1946. 
Celui que l'on définit souvent comme un impénitent mais malchanceux fondateur de revue, se consacre ensuite à une œuvre poétique d'une trentaine de recueils. Marqué par le surréalisme et l'existentialisme, Gilbert Trolliet s'interroge sur la destinée humaine avec un regard dans lequel le doute l'emporte sur l'espérance.
Il a été commenté par Bachelard, notamment dans la Poétique de l'espace.
Nombre de ses poèmes ont été mis en musique par son ami Pierre Wissmer (1915-1992).
Une Fondation Gilbert Trolliet a été créée sous l'égide de la Fondation de France afin de promouvoir son œuvre.

## Œuvres
- Cadran, Paris, Éditions de la pensée latine, 1926.
- Petite apocalypse, suite poétique, Paris, A. Messein, 1929.
- Éclaircies, Lausanne, Les Lettres de Lausanne, 1931.
- Itinéraire de la mort, poème, Marseille, les Cahiers du Sud, 1932 ; rééd. Genève, Puyraimond, coll. « Autre événement », 1977.
- Vingt poèmes de juin, Genève et Lausanne, Éditions de Présence, 1934.
- Nouveau monde, poèmes..., Neuchâtel, Éditions de la Baconnière, 1934.
- Unisson, Tunis, Éditions de Mirages, 1937.
- Paysages confidentiels couverture et bois de Aldo Patocchi, Genève, Éditions de Présence, 1938.
- Deux odes, Lausanne, Éd. des Trois collines, 1940.
- Poëmes mineurs, Paris, Éd. Sagesse, coll. « Les feuillets de Sagesse », 1943.
- Offrandes, Porrentruy, Éditions des Portes de France, 1944.
- La Bonne fortune, Lyon, Confluences, 1946.
- L'Inespéré, dessin original de Rodolphe-Théophile Bosshard, Genève/Paris, Éd. des Trois collines, 1949.
- La Balle au bond, chansons, Genève, P. Cailler, 1950.
- La Colline, introduction de Jean Cassou, couverture et hors-texte de Hans Erni], Paris, P. Seghers, 1955.
- Prends garde au jour, couverture de Hans Erni, Genève, Éditions de Présence ; Paris, A. Silvaire, 1962.
- Laconiques, Paris, Le Courrier du livre, 1966.
- Le Fleuve et l'être (choix de poèmes), Neuchâtel, À la Baconnière ; Paris, Payot, 1968.
- Fabliaux, Bruxelles, H. Fagne, 1969.
- L'Ancolie, poème, Genève, Kundig, coll. « Cahiers de Présence », 1971.
- Le Calepin, Genève, Présence, 1973.
- Visites, Lausanne, Éditions l'Âge d'homme-la Cité, 1973.
- Dire, Engomer, Encres vives, coll. « Manuscrits », 1973.
- Le Qui-vive, Neuchâtel, Messeiller ; Paris, Le Hameau, 1975.
- Et l'aube rouvre le poing, Paris, Éditions Caractères, 1978.
- Blanc sur noir, Bienne (Suisse), Éditions du Panorama, coll. « Poésie et humour », 1981.
- Choix de poèmes, préface de Jean Rousselot, Paris, Caractères, 1986.
- Le Fleuve et l'être, choix de poèmes (1927-1978), Paris, Mercure de France, 2021.

## Sources
- « Gilbert Trolliet », sur la base de données des personnalités vaudoises sur la plateforme « Patrinum » de la Bibliothèque cantonale et universitaire de Lausanne.
- sites et références mentionnés
- Alain Nicollier, Henri-Charles Dahlem, Dictionnaire des écrivains suisses d'expression française, p. 863-865
- Écrivaines et écrivains d'aujourd'hui, 1988, p. 283